# Erik Lamm

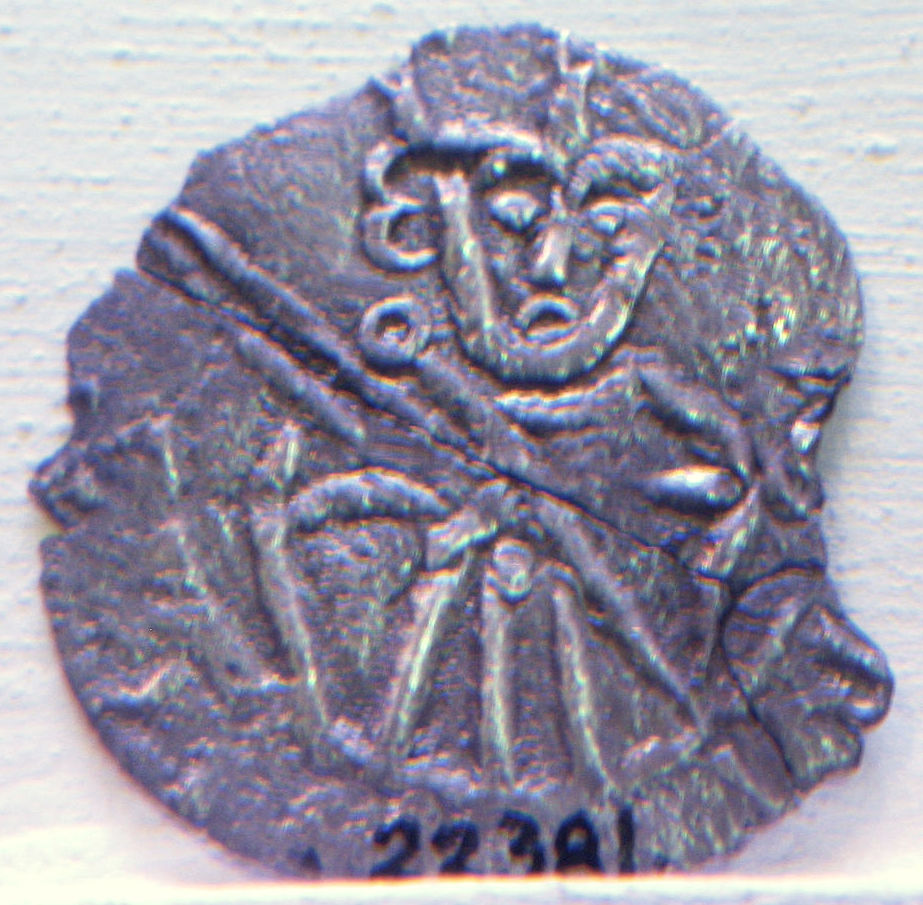
Mynt slaget för Erik Lamm.

Erik Lamm, född cirka 1120, död 27 augusti 1146, var kung av Danmark 1137–1146.
Erik Lamm var son till Ragnhild och den jylländske stormannen Hakon. Han var dotterson till Erik Ejegod och systerson till Erik Emune. Han valdes 1137 till kung efter Erik Emunes död. Övriga pretendenter, med undantag av Harald Kejsas son Olof Haraldsson, var minderåriga. Olof startade uppror i Skåne, men förlorade flera slag och dog 1141.
Erik fick tillnamnet lamm, den spake, till följd av sin klokhet och medgörlighet. Han visade stort personligt mod, men misslyckades i kriget mot venderna. Erik Lamm avsade sig kronan 1146 och gick in som munk i S:t Knuts benediktinerkloster i Odense, men dog senare samma år och begravdes i klosterkyrkan.
1144 gifte han sig med Luitgard av Salzwedels, dotter till markgreve Rudolf av Salzwedels. Efter Erik Lamms död gifte hon om sig med greve Hermann av Winzenburg.